# 濑川正义
濑川正义（日语：／ Segawa Seiki，1961年11月8日—），日本男子拳击运动员。他曾代表日本参加1982年亚洲运动会拳击比赛，获得一枚铜牌。他也曾参加1984年夏季奥林匹克运动会。